# Stefan Petzner

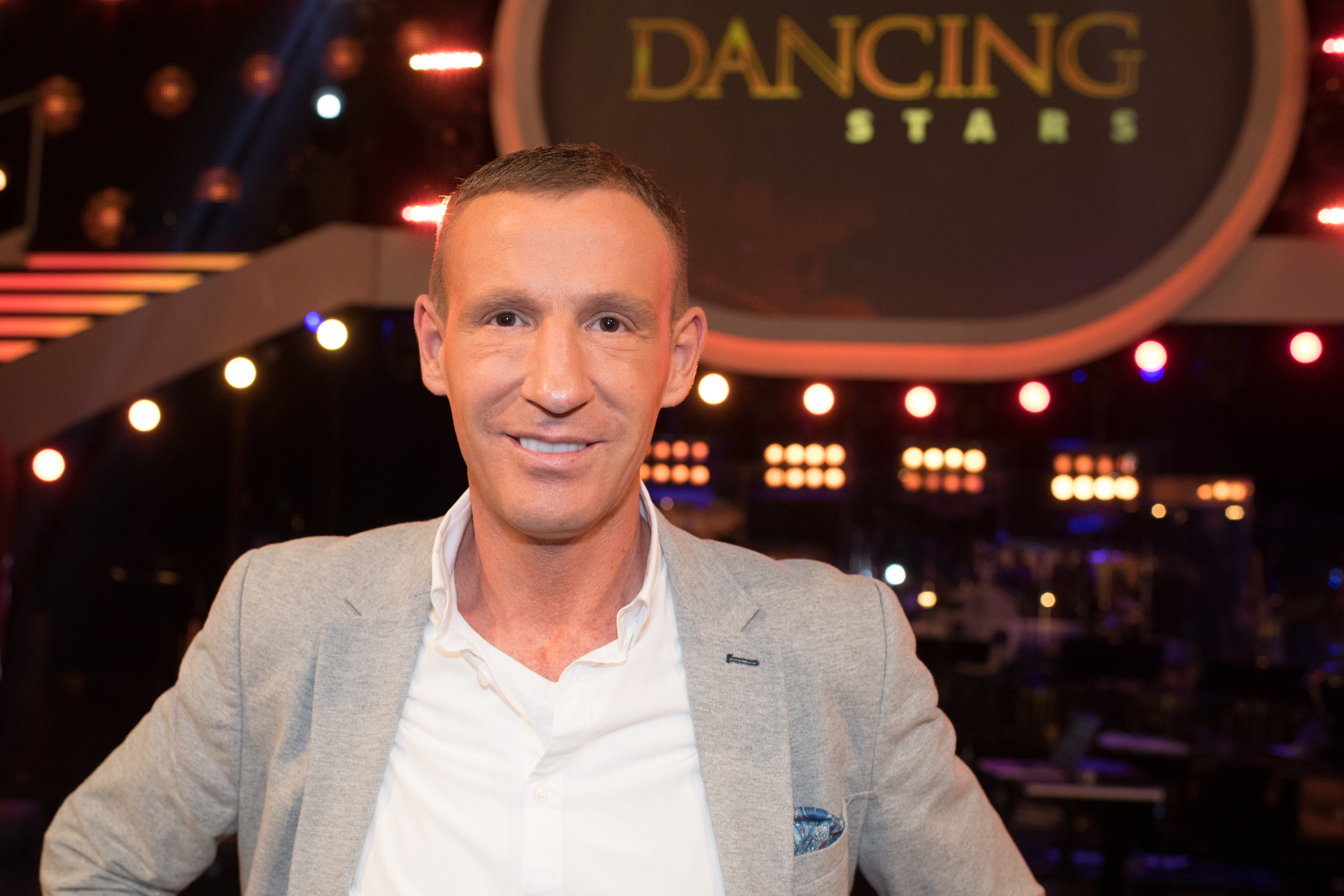
Stefan Petzner (2019)

Stefan Petzner (* 17. Jänner 1981 in Tamsweg, Land Salzburg) ist ein ehemaliger österreichischer Politiker (Bündnis Zukunft Österreich; BZÖ). Von 2008 bis zum 1. Oktober 2013 war er Abgeordneter des BZÖ im Nationalrat und dessen stellvertretender Klubobmann. Seit seinem Rückzug aus der Politik ist Petzner als Buchautor, als Politik- und  PR-Berater tätig.

## Herkunft und Jugend
Petzner wuchs am elterlichen Hof im steirisch-kärntnerischen Grenzland in Laßnitz bei Murau auf. Sein Ururgroßvater Friedrich Kocher war von 1919 bis 1920 Mitglied der Konstituierenden Nationalversammlung gewesen. Sein Vater, Hubert Petzner, engagierte sich als Gemeinderat und Ortsparteiobmann jahrzehntelang für die FPÖ. Nach der Matura im Jahr 1999 studierte Stefan Petzner Publizistik an der Universität Klagenfurt, brach das Studium aber 2004 ohne Abschluss ab. An der Universität trat er als Sprecher des – mandatslosen – Rings Freiheitlicher Studenten auf.

## Politische Laufbahn im BZÖ
2004 wurde Petzner vom damaligen Kärntner Landeshauptmann Jörg Haider, zu diesem Zeitpunkt noch Freiheitliche Partei Österreichs (FPÖ), als Pressesprecher und Spin-Doctor engagiert und wird daher zur sogenannten Buberlpartie gezählt. Nach der Gründung des BZÖ durch Haider im Jahr 2005 war Petzner von 2006 bis 2008 sowie von 2009 bis 2011 geschäftsführender Landesparteiobmann des BZÖ Kärnten, von Juni 2006 bis Oktober 2008 auch stellvertretender Bundesparteiobmann des BZÖ und von 2008 bis 2010 mit einer kurzen Unterbrechung Generalsekretär des BZÖ.
Petzner war BZÖ-Wahlkampfleiter für das Bundesland Kärnten bei den Nationalratswahlen 2006, bundesweit bei den Nationalratswahlen 2008 und den EU-Wahlen 2009 sowie bei den Kärntner Landtagswahlen 2009 und 2013. Er zeichnete verantwortlich für zahlreiche Kampagnen des BZÖ, die teils heftige öffentliche Debatten und politische Kontroversen auslösten. Im Mai 2007 wurde Petzner von den Kärntner Grünen aufgrund seines Slogans „Wollen Sie eine endgültige Lösung der Ortstafelfrage?“ wegen des Verdachts der Verhetzung angezeigt. Im Juli 2008 trat die damalige Kärntner Landeshauptmannstellvertreterin Gabriele Schaunig-Kandut (SPÖ) infolge der permanenten Kampagnen gegen ihre Person zurück. Petzner hatte sie zuvor unter anderem als „rote Quak-Ente“ karikiert und in Inseraten ihre Familie angegriffen. Im Oktober 2011 sorgte ein Zeichentrick-Werbespot von Petzner für Proteste der römisch-katholischen Kirche. Im Jahr 2013 verweigerten Kinobetreiber die Ausstrahlung eines von Petzner produzierten Spots, in welchem damals amtierende Kärntner Landespolitiker mit Diktatoren wie Erich Honecker, Slobodan Milošević oder Nicolae Ceaușescu gleichgestellt werden, da der Spot „verhetzend und menschenverachtend“ sei. In der Folge stellte Petzner ihn auf Youtube, wo er innerhalb weniger Stunden über 50.000 Zugriffe erreichte.
Nach Jörg Haiders Unfalltod wurde Petzner vom Parteivorstand des BZÖ am 12. Oktober 2008 einstimmig zum neuen Parteichef nominiert. Er trat für die Eigenständigkeit der Partei und gegen eine Vereinigung mit der FPÖ ein und erklärte es zum vorrangigen Ziel, eine Neuauflage der rot-schwarzen Koalition in Österreich zu verhindern.
Petzner galt zunächst auch als alleiniger Kandidat für die Position des Klubobmanns im Nationalrat. Nach emotionalen Statements und Interviews, in denen er Jörg Haider unter anderem als seinen „Lebensmenschen“ bezeichnet hatte, geriet Petzner jedoch in die parteiinterne Kritik. Am 22. Oktober 2008 wurde Josef Bucher einstimmig zum Klubobmann gewählt. Petzner erklärte nach der Abstimmung, er selbst habe Bucher vorgeschlagen. Petzner wurde zu einem der fünf Stellvertreter Buchers gewählt. Am 19. November 2008 trat er als geschäftsführender BZÖ-Chef zurück, sein Nachfolger bis zum Konvent im Frühjahr 2009 wurde Herbert Scheibner.
Infolge der Abspaltung der „Freiheitlichen in Kärnten“ kam es am 30. Jänner 2010 zur Neugründung des BZÖ Kärnten. Josef Bucher wurde hierbei zum Landesobmann gewählt und Stefan Petzner einstimmig zum geschäftsführenden Landesobmann. Am 8. April 2010 trat Petzner als Generalsekretär des BZÖ zurück, weil er sich auf seine Aufgabe als geschäftsführender Landesparteiobmann des BZÖ Kärnten konzentrieren wollte.
Am 9. März 2011 verpflichtete er sich im Rahmen einer Diversion zur Zahlung von 38.000 Euro, weil er im Jahr 2007 in seiner Funktion als Sprecher des ehemaligen Kärntner Landeshauptmanns Jörg Haider die Inhalte eines Negativ-Bescheides zur Verleihung der österreichischen Staatsbürgerschaft unrechtmäßig veröffentlicht und damit das Amtsgeheimnis verletzt hatte.
Am 25. März 2011 trat Petzner vom Posten des geschäftsführenden Kärntner BZÖ-Landesparteichefs zurück. Auslöser war, dass er im Frühjahr 2011 zweimal beim Lenken eines Kraftfahrzeugs ohne Fahrerlaubnis ertappt worden war. Der Führerschein war ihm im Dezember 2010 wegen massiver Geschwindigkeitsübertretung entzogen worden. Petzner behielt sein Nationalratsmandat, neuer geschäftsführender BZÖ-Landesparteiobmann wurde Sigisbert Dolinschek.
Bei der Nationalratswahl 2013 erlitt das BZÖ mit Josef Bucher als Spitzenkandidat schwere Verluste und zog nicht wieder in den Nationalrat ein. Weil Petzner gemeinsam mit Ewald Stadler daraufhin den Rücktritt Buchers als Bundesparteiobmann forderte, wurden beide am 1. Oktober 2013 wegen „parteischädigenden Verhaltens“ aus dem BZÖ ausgeschlossen.
Am 5. November 2013 erhob die Wirtschafts- und Korruptionsstaatsanwaltschaft gegen Petzner, Uwe Scheuch, Harald Dobernig und Gerhard Dörfler in der sogenannten „Broschüren-Affäre“ Anklage wegen Untreue. Den Angeklagten wurde vorgeworfen, eine Werbebroschüre für den Wirtschaftsstandort Kärnten in leicht abgewandelter Form als Wahlkampfbroschüre des BZÖ im Landtagswahlkampf 2009 verwendet zu haben. Der Schaden soll laut Anklageschrift 219.000 Euro betragen haben. Im Jahre 2014 wurde die Anklage vom Oberlandesgericht Graz nach Einsprüchen der Verteidiger zurückgewiesen. Die Staatsanwaltschaft erneuerte jedoch 2015 nach Einholung eines Gutachtens des Sachverständigen Georg Jeitler die Anklage. Diesmal wurden die Einsprüche der Beschuldigten vom Oberlandesgericht Graz zurückgewiesen. In dem Prozess, der am 17. Jänner 2017 am Landesgericht Klagenfurt begann, bekannte sich Petzner schuldig und wurde am 16. März 2017 zu einer bedingten Haft von zehn Monaten verurteilt. Nach der Urteilsverkündung verzichtete er auf Rechtsmittel, da er das Urteil als „gerechte Strafe“ ansah. Das Verfahren sei „positiv für die politische Hygiene in diesem Land“ gewesen. Hinsichtlich des Privatbeteiligtenzuspruchs fand am 19. April 2018 eine Verhandlung vor dem Obersten Gerichtshof statt. Der Berufung über die privatrechtlichen Ansprüche wurde Folge gegeben und die Privatbeteiligten wurden mit ihren Ansprüchen auf den Zivilrechtsweg verwiesen.

## Spätere Tätigkeiten
Nach seiner aktiven Laufbahn als Politiker trat Petzner bei zahlreichen Medienauftritten in Österreich, Deutschland und der Schweiz als Politikexperte in Erscheinung. Mit seinem Unternehmen „petzner communications“ ist er als Politik-Berater und Experte für Public Relations mit Schwerpunkt „Litigation-PR“ tätig.
Petzners im Herbst 2015 veröffentlichtes Sachbuch Haiders Schatten – An der Seite von Europas erfolgreichstem Rechtspopulisten wurde zum Bestseller und platzierte sich auf Platz 1 der österreichischen Buchverkauf-Charts.
Im Herbst 2014 gründete Petzner mit Partnern eine PR-Beratungsagentur, die sich auf die Beratung in politischen Krisen spezialisierte. Am 15. Februar 2023 meldete diese Agentur mit Verbindlichkeiten über 257.000 Euro Insolvenz an. Als Gründe gab Petzner verminderte Arbeitsfähigkeit aufgrund gesundheitlicher Probleme in Verbindung mit Einbrüchen bei der Auftragslage an. Im Insolvenzverfahren stimmten die Gläubiger Petzners Angebot eines Sanierungsverfahrens ohne Eigenverwaltung zu.
Wegen Bezugs von Arbeitslosengeldes und Notstandshilfe in Höhe von 7.600 Euro trotz selbständiger Einkünfte wurde Petzner im Juni 2023 zu sechs Monaten bedingter Freiheitsstrafe verurteilt; das Urteil ist noch nicht rechtskräftig.

## Öffentliche Auftritte

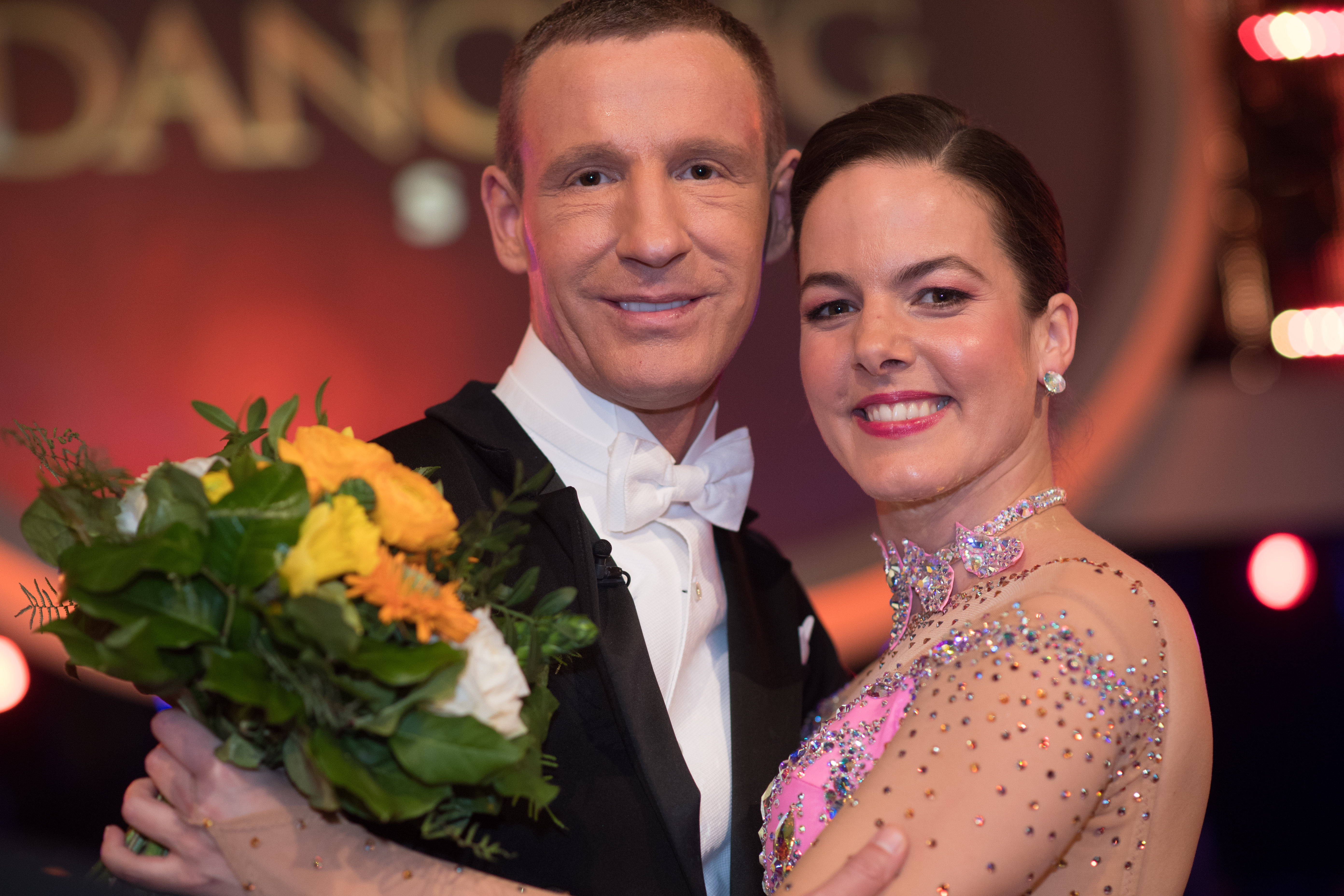
Petzner mit Tanzpartnerin bei Dancing Stars (2019)

Von 15. März 2019 bis 3. Mai 2019 war Petzner Kandidat der zwölften Staffel der ORF-Tanzshow Dancing Stars. Seine Tanzpartnerin war die Profitänzerin Roswitha Wieland. Petzner wurde dabei zugleich zum Publikumsliebling und zum Feind der Fachjury: In keiner der über 20 Staffeln der Tanz-Show erhielt ein Teilnehmer so wenig Jury-Punkte wie Petzner, während er mit seiner Partnerin Anrufrekorde beim Publikumsvoting erzielte. Er soll mehrfach so viele Publikumsstimmen erhalten haben wie alle anderen Tanzpaare zusammen. Das Paar schaffte es bis ins Semifinale und belegte am Ende den vierten Platz.
Nach seiner Teilnahme bei „Dancing Stars“ zog sich Petzner aus der Öffentlichkeit zurück. Rund ein Jahr später, im Feber 2020, gab Stefan Petzner bekannt, „aus gesundheitlichen Gründen“ für einige Zeit im Krankenhaus (Universitätsklinikum Graz) gewesen zu sein und sich wegen seiner „schweren Krankheit“ zur medizinischen Behandlung auch in eine serbische Klinik begeben zu haben. Um welche Erkrankung es sich handelte, wollte Petzner gegenüber der Öffentlichkeit nicht preisgeben.
In einem Fernsehinterview bezeichnete Petzner 2020 „die Chinesen generell“ als „dreckige, schmutzige Leut’“, die nicht nur „keine Manieren“ hätten, sondern auch „keine Kultur“. Er nannte COVID-19 mehrmals „Schlitzaugen-Virus“ und rief zur „Gegenwehr gegen die gelbe Gefahr“ auf. Der Standard verglich die Wortwahl mit dem „rhetorischen Arsenal des deutschen Imperialismus“.

## Sonstiges
Bei einer Abstimmung im Internet wurde der Ausdruck „Lebensmensch“ zum österreichischen Wort des Jahres 2008 gewählt.
Die Hauptfigur in David Schalkos Roman Weiße Nacht ist Stefan Petzner nachempfunden. Petzner hat den Czernin Verlag, in dem das Buch 2009 erschien, wegen angeblicher Verletzung seiner Persönlichkeitsrechte geklagt. Petzner scheiterte in erster Instanz mit seiner Klage gegen den Verlag. Das Wiener Straflandesgericht wertete das Buch als „fiktives Märchen“. Petzner legte dagegen Berufung ein, scheiterte jedoch auch in zweiter Instanz am Oberlandesgericht Wien.

## Publikationen
- Haiders Schatten: An der Seite von Europas erfolgreichstem Rechtspopulisten. edition a, Wien 2015, ISBN 978-3-99001-144-7.
- Trump to go: Eine kurze Erklärung, wie Populismus funktioniert, edition a, Wien 2017, ISBN 978-3-99001-210-9.